# Austropyrgus grampianensis
Austropyrgus grampianensis е вид коремоного от семейство Hydrobiidae. Видът е почти застрашен от изчезване.

## Разпространение
Разпространен е в Австралия (Виктория).